# ヒンディー・ダンス・ミュージック

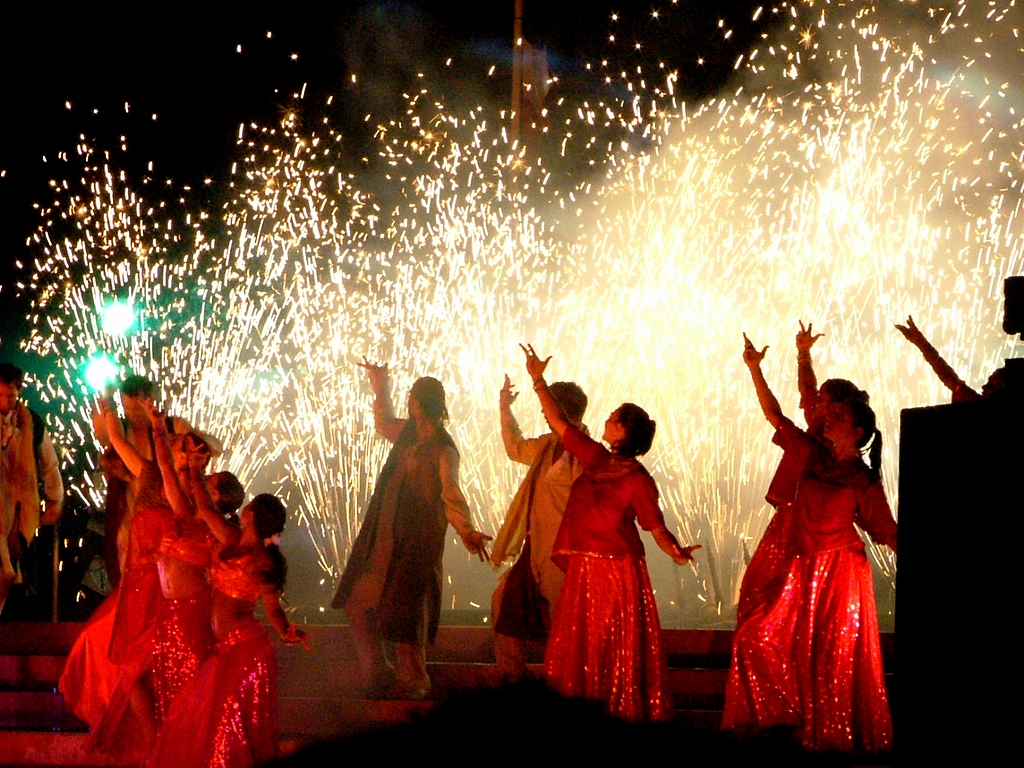
ブリストルのイベントでボリウッド・ダンスを披露するダンサー

ヒンディー・ダンス・ミュージック（Hindi dance music）は、インドのヒンディー語映画で主に用いられる歌曲であり、南アフリカ共和国、イギリス、アメリカ合衆国のインド系移民と在外インド人を中心に高い人気を誇り、現在では世界中でファンを獲得するジャンルに成長した。

## 認知度
ヒンディー・ダンス・ミュージックはボリウッドの音楽の一部を形成しており、2000年代初頭に「Mundian To Bach Ke」が世界的にヒットしたことで「Kajra Re」のように世界的なミュージック・チャートやダンスソングの要素を取り入れた幅広いジャンルの曲が流行するようになった。『スラムドッグ$ミリオネア』の「ジャイ・ホー」がアカデミー歌曲賞を受賞したことで、ヒンディー・ダンス・ミュージックは世界的に認知されるようになった。2010年代に入りエレクトロニック・ダンス・ミュージックのファンが増加したことで、ヒンディー・ダンス・ミュージックはその音楽スタイルを取り入れ始め、「ベイビー・ドール」のような歌曲が製作されるようになった。

## ボリウッド・ダンス
フィルミのダンス・ミュージックはインドの伝統的な音楽・ダンスと中東の技法が融合して誕生した。古いヒンディー語映画のダンスは大衆の踊りを取り入れていたが、そのダンスにはオリジナルの振り付けが含まれていた。ボリウッド・ダンスはユニークでエネルギッシュなダンスへと進化した。このダンスは集団で踊る形式であり、エクササイズ・ミュージックとして使用されることが多い。ボリウッド・ダンスの振り付けは主に民俗舞踊や古典舞踊、ディスコや古いヒンディー語映画のフィルミ・ダンスからインスピレーションを得ている。

## 主な振付師
- シアマク・ダヴァル（英語版）
- サロージ・カーン
- アーメド・カーン（英語版）
- ヴァイバヴィ・メルチャント
- ファラー・カーン